# Nervilia crociformis
Nervilia crociformis är en orkidéart som först beskrevs av Heinrich Zollinger och Alexandre Moritzi, och fick sitt nu gällande namn av Gunnar Seidenfaden. Nervilia crociformis ingår i släktet Nervilia och familjen orkidéer. Inga underarter finns listade i Catalogue of Life.

## Bildgalleri

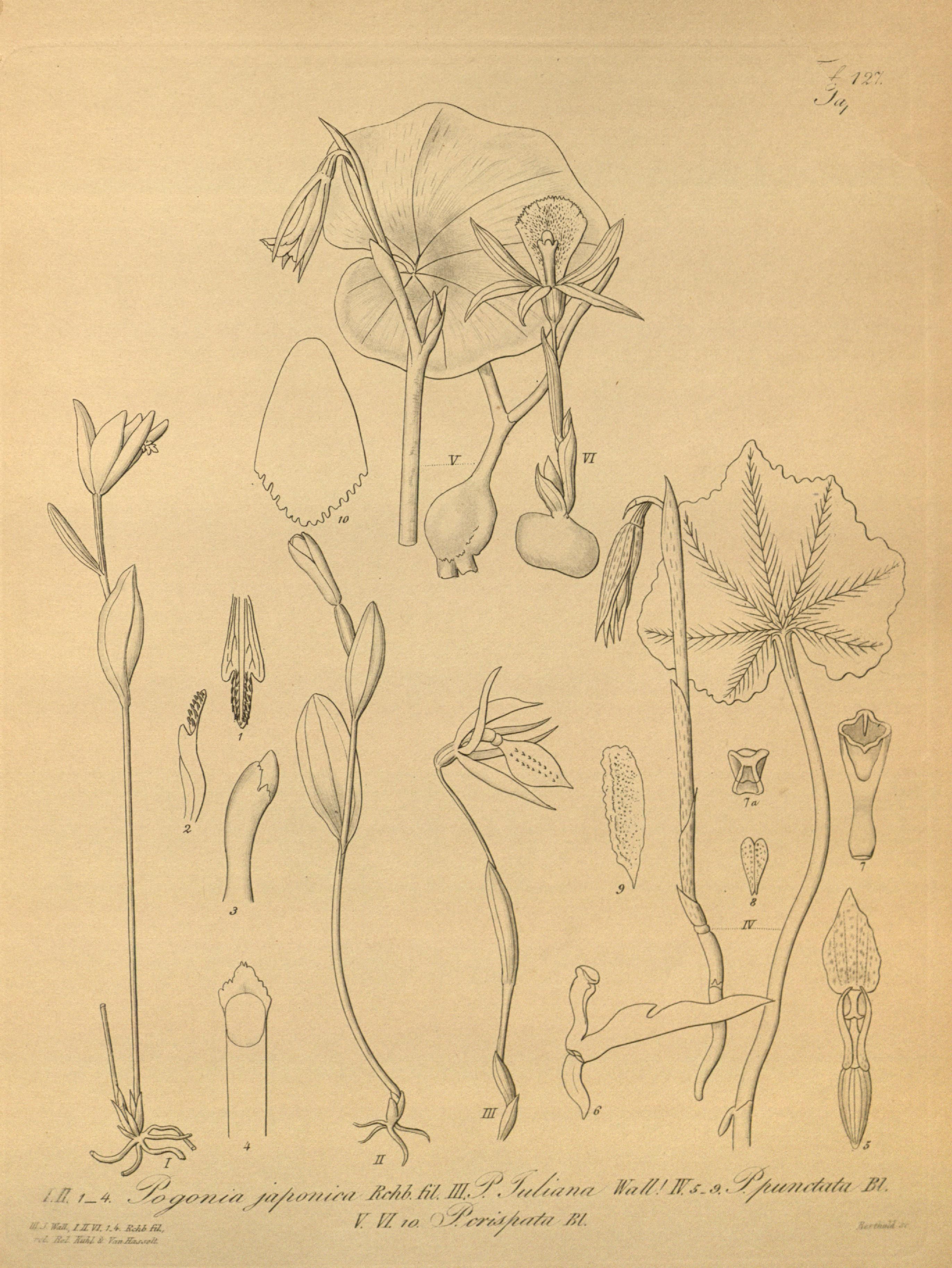